# Encholirium scrutor
Encholirium scrutor är en gräsväxtart som först beskrevs av Lyman Bradford Smith, och fick sitt nu gällande namn av Werner Rauh. Encholirium scrutor ingår i släktet Encholirium och familjen Bromeliaceae. Inga underarter finns listade i Catalogue of Life.